# Cachorro Vial
Alfredo Fernando Vial Caballero (Lima, 26 de abril de 1964-24 de octubre de 2020) más conocido como Cachorro Vial, fue un guitarrista de rock and roll peruano, que formó parte de la banda de rock subterráneo Narcosis.

## Biografía
Nació el 24 de abril de 1964 en Perú; y con los años formó una banda de punk rock llamada Narcosis.
Junto a Narcosis publicó la primera producción de música subte.

## Discografía

### Con Narcosis[8]
- Primera dosis[9] (1985)[10]
- Acto de magia (1986, en vivo)